# 황강
황강(黃江)은 경남에서 남강에 이어 낙동강 지류중 두 번째로 길며 전북특별자치도 무주군, 경상북도 김천시와 경상남도 거창군 경계에 있는 거창군 궁항리에서 발원하며 길이는 지방하천 구간과 국가하천 구간을 합쳐 111km이다.거창군 고제초등학교와 주상초등학교 앞을 지나 거창읍의 동부를 지나며 거창군 거창읍에서 거창위천과 합류하면서 국가하천으로 바뀐다.
합천군에 들어서면 합천호가 있으며 합천댐이 생기면서 만들어진 호수다.합천군 회양리에서 합천읍을 향해 동류하며 합천읍에 들어서면 일해공원이 있는데 일해공원의 옛 이름은 새천년 생명의 숲이다.일해공원을 지나 낙동강으로 동류하며 합천군과 창녕군의 경계에서 낙동강과 합류한다.

## 황강의 지류
황강의 지류는 신기천,계수천,동변천,양평천,거창 동천,거창위천,양항천,정장천,대산천,전척천,임불천,가천천,지곡천,김봉천,논덕천,사천천,유전천,하금천,회양천,합천 금성천,용지천,합천천,황계천,우곡천,방천천,아천,월평천,율곡천,본천천,낙민천,사양천,성산천,성태천,하회천이 있다.

### 거창위천(위천천)
- 위천천이라고 불리며, 덕유산과 기백산 등지에서 발원하여, 거창군 북상면에서 지방2급하천이 시작되며, 거창군 마리면 지점에서 지방1급하천이 되고 거창읍에서 황강(黃江)으로 흐른다. 인근에는 거창군의 대표적인 피서, 휴양지 수승대국민관광지와 금원산자연휴양림이 위치한다.

## 교량(다리)
- 황강의 교량은 구송교, 원궁합교, 고제교(지방도 제1089호선), 금계교(국도 제37호선), 농산교, 도동교, 완대교(국도 제37호선), 오류교, 내오산교, 외오교, 임실교, 도평농로교, 도평교(국도 제3호선), 봉황교(지방도 제1089호선), 학리교, 의동교, 사마교, 양평교, 아월교, 합수교, 양향교, 거창교(광주대구고속도로), 남하교(국도 제24호선), 무릉교, 봉산교(국도 제59호선), 용문교, 금성교, 금성1교, 용주교, 제2남정교, 합천대교, 영전교, 내천교, 오서교, 황강교, 창덕교가 있다.

## 수중마라톤
합천군에서는 매년 7월에 황강에서 수중마라톤을 하는데 2 km,4 km,8km부문이 있다.
황강수중마라톤 홈페이지

## 같이 보기
- 황하